# Ibrahim Traoré (calciatore)
Ibrahim Benjamin Traoré (Abidjan, 16 settembre 1988) è un calciatore ivoriano, centrocampista svincolato.

## Caratteristiche tecniche
È un centrocampista centrale.

## Statistiche

### Presenze e reti nei club
Statistiche aggiornate al 5 settembre 2018.
| Stagione            | Squadra             | Campionato          | Campionato | Campionato | Coppe nazionali | Coppe nazionali | Coppe nazionali | Coppe continentali | Coppe continentali | Coppe continentali | Altre coppe | Altre coppe | Altre coppe | Totale | Totale | Totale |
| Stagione            | Squadra             | Comp                | Pres       | Reti       | Comp            | Pres            | Reti            | Comp               | Pres               | Reti               | Comp        | Pres        | Reti        | Pres   | Reti   |        |
| ------------------- | ------------------- | ------------------- | ---------- | ---------- | --------------- | --------------- | --------------- | ------------------ | ------------------ | ------------------ | ----------- | ----------- | ----------- | ------ | ------ | ------ |
| 2013-2014           | Táborsko            | FNL                 | 4          | 0          | CRC             | 0               | 0               |                    | -                  | -                  |             | -           | -           | 4      | 0      |        |
| 2014-2015           | Táborsko            | FNL                 | 22         | 4          | CRC             | 1               | 0               |                    | -                  | -                  |             | -           | -           | 23     | 4      |        |
| 2015-2016           | Táborsko            | FNL                 | 18         | 3          | CRC             | 1               | 0               |                    | -                  | -                  |             | -           | -           | 19     | 3      |        |
| 2016-2017           | Táborsko            | FNL                 | 4          | 2          | CRC             | 0               | 0               |                    | -                  | -                  |             | -           | -           | 4      | 2      |        |
| Totale Táborsko     | Totale Táborsko     | Totale Táborsko     | 48         | 9          |                 | 2               | 0               |                    | -                  | -                  |             | -           | -           | 50     | 9      |        |
| 2016-2017           | Trinity Zlín        | 1L                  | 23         | 0          | CRC             | 5               | 0               |                    | -                  | -                  |             | -           | -           | 28     | 0      |        |
| 2017-2018           | Trinity Zlín        | 1L                  | 22         | 2          | CRC             | 3               | 0               | UEL                | 6                  | 0                  |             | -           | -           | 31     | 2      |        |
| 2018-gen.2019       | Trinity Zlín        | 1L                  | 7          | 0          | CRC             | 0               | 0               |                    | -                  | -                  |             | -           | -           | 7      | 0      |        |
| Totale Zlín         | Totale Zlín         | Totale Zlín         | 52         | 2          |                 | 8               | 0               |                    | 6                  | 0                  |             | -           | -           | 66     | 2      |        |
| gen.-giu.2019       | Slavia Praga        | 1L                  | 16         | 2          | CRC             | 5               | 0               | UEL                | 11                 | 2                  |             | -           | -           | 32     | 4      |        |
| 2019-2020           | Slavia Praga        | 1L                  | 25         | 3          | CRC             | 1               | 0               | UCL                | 6                  | 0                  |             | -           | -           | 32     | 3      |        |
| 2020-2021           | Slavia Praga        | 1L                  | 25         | 0          | CRC             | 5               | 1               | UCL+UEL            | 1+8                | 0+0                |             | -           | -           | 39     | 1      |        |
| 2021-2022           | Slavia Praga        | 1L                  | 19         | 2          | CRC             | 3               | 1               | UCL+UEL+UECL       | 2+2+9              | 0+0+2              |             | -           | -           | 35     | 5      |        |
| Totale Slavia Praga | Totale Slavia Praga | Totale Slavia Praga | 85         | 7          |                 | 14              | 2               |                    | 39                 | 4                  |             | -           | -           | 138    | 13     |        |
| Totale carriera     | Totale carriera     | Totale carriera     | 185        | 18         |                 | 24              | 2               |                    | 45                 | 4                  |             | -           | -           | 254    | 24     |        |

### Cronologia presenze e reti in nazionale
| Cronologia completa delle presenze e delle reti in nazionale ― Costa d'Avorio | Cronologia completa delle presenze e delle reti in nazionale ― Costa d'Avorio | Cronologia completa delle presenze e delle reti in nazionale ― Costa d'Avorio | Cronologia completa delle presenze e delle reti in nazionale ― Costa d'Avorio | Cronologia completa delle presenze e delle reti in nazionale ― Costa d'Avorio | Cronologia completa delle presenze e delle reti in nazionale ― Costa d'Avorio | Cronologia completa delle presenze e delle reti in nazionale ― Costa d'Avorio | Cronologia completa delle presenze e delle reti in nazionale ― Costa d'Avorio |
| Data                                                                          | Città                                                                         | In casa                                                                       | Risultato                                                                     | Ospiti                                                                        | Competizione                                                                  | Reti                                                                          | Note                                                                          |
| ----------------------------------------------------------------------------- | ----------------------------------------------------------------------------- | ----------------------------------------------------------------------------- | ----------------------------------------------------------------------------- | ----------------------------------------------------------------------------- | ----------------------------------------------------------------------------- | ----------------------------------------------------------------------------- | ----------------------------------------------------------------------------- |
| 16-11-2019                                                                    | Abidjan                                                                       | Costa d'Avorio                                                                | 1 – 0                                                                         | Niger                                                                         | Qual. Coppa d'Africa 2021                                                     | -                                                                             | 83’                                                                           |
| Totale                                                                        |                                                                               | Presenze                                                                      | 1                                                                             |                                                                               | Reti                                                                          | 0                                                                             |                                                                               |

## Palmarès

### Club

#### Competizioni nazionali
- Coppa della Repubblica Ceca: 3

Slavia Praga: 2018-2019, 2020-2021, 2022-2023
- Campionato ceco: 3

Slavia Praga: 2018-2019, 2019-2020, 2020-2021